# Grand-Prix-Saison 1907

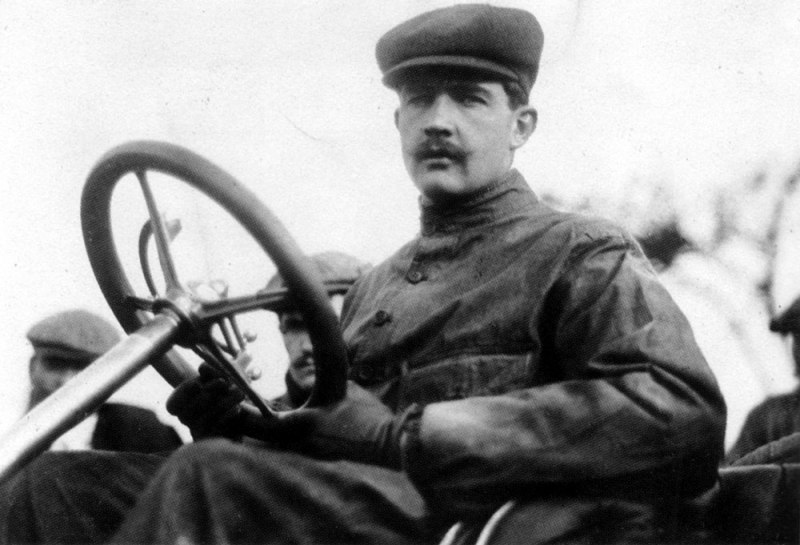
Felice Nazzaro 1907

Die Grand-Prix-Saison 1907 brachte die Neuauflage des Grand Prix von Frankreich, mit dem 1906 eine neue Ära im Motorsport begonnen hatte. Kleinere Rennen in Deutschland, Italien und Belgien deuteten das wachsende Interesse am Motorsport an.
Dominierender Rennfahrer des Jahres 1907 war Felice Nazzaro, der mit dem Kaiserpreis, den Grand Prix von Frankreich und die Targa Florio die drei bedeutendsten Rennen der Saison für sich entscheiden konnte.
Der Vanderbilt Cup auf Long Island in New York City wurde in diesem Jahr wegen organisatorischer Probleme um den Ausbau der Strecke nicht durchgeführt.

## Rennkalender

### Grande Épreuve
Anmerkung: 
|   | Datum  | Rennen               | Strecke           | Sieger                | Statistik |
| - | ------ | -------------------- | ----------------- | --------------------- | --------- |
| 1 | 02.07. | Großer Preis des ACF | Circuit de Dieppe | Felice Nazzaro (Fiat) | Statistik |

### Weitere Rennen
| Datum      | Rennen                        | Strecke                       | Sieger                               | Statistik |
| ---------- | ----------------------------- | ----------------------------- | ------------------------------------ | --------- |
| 22.04.     | Targa Florio                  | Grande circuito delle Madonie | Felice Nazzaro (Fiat)                | Statistik |
| 07.06.     | Moskau–St. Petersburg         | –                             | Arthur Duray (Lorraine-Dietrich)     |           |
| 13.–14.06. | Kaiserpreis                   | Taunus                        | Felice Nazzaro (Fiat)                | Statistik |
| 25.06.     | Ardennen-Rennen (Grand Prix)  | Bastogne                      | Pierre de Caters (Mercedes)          |           |
| 27.06.     | Ardennen-Rennen (Kaiserpreis) | Bastogne                      | John Moore-Brabazon (Minerva)        |           |
| 01.09.     | Coppa Florio                  | Brescia                       | Ferdinando Minoia (Isotta Fraschini) |           |
| 02.09.     | Coppa della Velocità          | Brescia                       | Alessandro Cagno (Itala)             |           |

## Rennergebnisse

### Grande Épreuve
Anmerkung: 

#### Grand Prix von Frankreich – Dieppe
| Platz | Fahrer         | Team    | Zeit          |
| ----- | -------------- | ------- | ------------- |
| 1     | Felice Nazzaro | Fiat    | 6:46.33,0 h   |
| 2     | Ferenc Szisz   | Renault | + 06.37,6 min |
| 3     | Paul Baras     | Brasier | + 18.32,6 min |

Das größte Motorsportereignis war schon wie im Vorjahr der Grand Prix von Frankreich, der diesmal am 2. Juli 1907 auf dem 76 km langen Rundkurs Circuit de Dieppe bei Dieppe im Département Seine-Maritime ausgetragen wurde.
Wie im Vorjahr kam es zum Duell zwischen Ferenc Szisz im Renault und Felice Nazzaro im Fiat, doch diesmal hatte der Italiener die Nase vorn. Getrübt wurde das Ergebnis durch den Todessturz des Franzosen Albert Clément, des Vorjahrs-Dritten, der im Training tödlich verunglückte.

### Weitere Rennen

#### Kaiserpreis – Taunus
| Platz | Fahrer          | Team | Zeit          |
| ----- | --------------- | ---- | ------------- |
| 1     | Felice Nazzaro  | Fiat | 5:34.28,2 h   |
| 2     | Lucien Hautvast | Pipe | + 04.44,2 min |
| 3     | Carl Jörns      | Opel | + 05.22,8 min |

Der Kaiserpreis am 14. Juni 1907 war nach dem Gordon-Bennett-Rennen 1904 die zweite große Motorsportveranstaltung in Deutschland. Er wurde auf einer 117 km langen Strecke durch den Taunus ausgetragen, die vom Kloster Thron (Wehrheim) über Oberursel, Königstein, Esch bis Weilburg und über Usingen wieder zurück führte.
Zahlreiche deutsche Marken (Opel, Mercedes, Eisenach, Adler und andere) waren am Start, der Sieg ging jedoch an den Italiener Felice Nazzaro auf Fiat.

#### Ardennen-Rennen – Bastogne (Grand Prix)
| Platz | Fahrer              | Team     | Zeit          |
| ----- | ------------------- | -------- | ------------- |
| 1     | Pierre de Caters    | Mercedes | 6:29.10,0 h   |
| 2     | Kenelm Lee Guinness | Darracq  | + 01.24,0 min |
| 3     | Camille Jenatzy     | Mercedes | + 10.30,0 min |

Das Ardennen-Rennen in Bastogne wurde am 27. Juli 1907 zum sechsten Mal ausgetragen. In Abwesenheit von Fiat konnten sich die deutschen Fahrzeuge den Sieg untereinander ausmachen; am Ende behielt der belgische Graf Pierre de Caters die Oberhand.

#### Coppa della Velocità – Brescia
| Platz | Fahrer           | Team    | Zeit          |
| ----- | ---------------- | ------- | ------------- |
| 1     | Alessandro Cagno | Itala   | 4:37.36,6 h   |
| 2     | Victor Demogeot  | Darracq | + 03.16,8 min |
| 3     | René Hanriot     | Benz    | + 20.11,2 min |

Die Coppa della Velocità am 2. September 1907 wurde von Vincenzo Lancia ins Leben gerufen, der damit ähnlich der Targa Florio den Motorsport in Italien beleben wollte.
Ein 60 km langer Rundkurs bei Brescia war achtmal zu umrunden. Am Ende siegte Alessandro Cagno, der schon die Targa Florio 1906 gewonnen hatte.

## Verweise

### Erläuterungen
1. 1 2  Der Begriff „Grande Épreuve“ bedeutet so viel wie „Große Prüfung“ oder „Großer Wettbewerb“.